# Шовкун, Сергей Гордеевич
Сергей Гордеевич Шовкун — советский хозяйственный, государственный и политический деятель.

## Биография
Родился в 1923 году в селе Крутояровка. Член КПСС с 1952 года.
Участник Великой Отечественной войны. С 1942 года — на хозяйственной, общественной и политической работе. В 1942—1986 гг. — учётчик-бригадир полеводческой бригады, председатель колхоза «Советская Сибирь» Рубцовского района, заместитель председателя, председатель колхоза «Путь к коммунизму» Рубцовского района Алтайского края.
Избирался депутатом Верховного Совета СССР 10-го созыва. Делегат XXV съезда КПСС.
Умер в 2012 году.